# Joan of Leeds
Joan of Leeds, död efter 1318, var en engelsk nunna. 
Hon är berömd för att ha rymt från sitt kloster genom att i samarbete med andra nunnor ha låtsats bli sjuk och dö och låtit en docka begravas i hennes ställe, varefter hon rymt. Hon upptäcktes sedan levande utanför klostret, levande i ett sexuellt förhållande. Hon befalldes att återvända, men det är okänt om hon åtlydde befallningen. Fallet är berömt i historien och har varit föremål för forskning. Det finns få uppgifter om individuella nunnor under medeltiden, med undantag för de som blev helgon. Det är känt att nunnor under denna tid, när många placerades i kloster mot sin vilja, ibland rymde, men det finns liten dokumentation bevarade om sådana individuella fall från medeltiden. 